# Зико (рэпер)
У Чихо (кор. 우지호?, 禹智皓?; род. 14 сентября 1992, Сеул, Южная Корея), более известный под псевдонимом Зико (кор. 지코) — южнокорейский рэпер, музыкальный продюсер и композитор. Лидер и главный рэпер бой-бэнда Block B. Также известен своей сольной певческой деятельностью.

## Ранние годы
У Чихо родился 14 сентября 1992 года в Сеуле. Учился в Канаде, Китае, а затем с средних до старших классов - в Японии. В школьные годы увлёкся рэпом, начав выступать под псевдонимом Наксо. Во время учёбы в Японии выбрал нынешний псевдоним, состоящий из первого слога его имени и типичного японского уменьшительного именного окончания.
В 2009 году Зико прошёл прослушивание у продюсера Cho PD, который пригласил его в Brand New Stardom Entertainment. Вернулся в Корею и закончил Сеульскую высшую школу музыки по специальности вокальное мастерство.
19 ноября 2010 года выпущен сольный альбом-микстейп ZICO on the Block, который записывался при участии разных артистов музыкальной индустрии. Альбом получил одобрение и признание среди поклонников корейского хип-хопа.

## Карьера

### 2011-2014: Дебют
15 апреля 2011 года Зико дебютировал в составе группы Block B с песней «Freeze». 

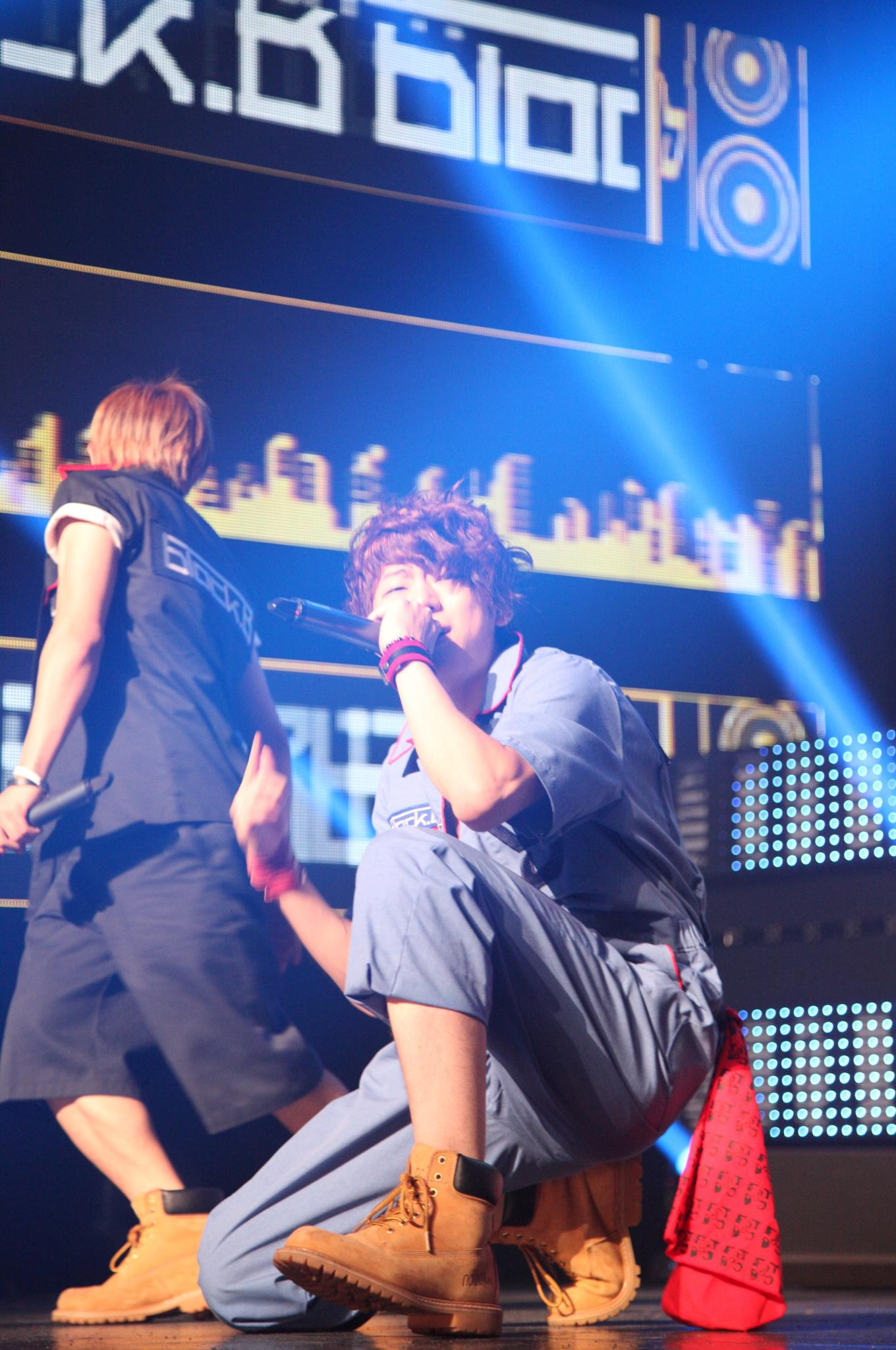
Зико в 2011 году во время выступления с Block B на Cyworld Dream Music Festival.

В феврале 2012 Block B попали в скандал из-за неуместных шуток насчёт таиландского наводнения. Зико в качестве раскаяния побрил голову. Группа вернулась в октябре 2012 года со своим первым полноформатным альбомом Blockbuster, спродюсированной Зико.
В январе 2013 года начались судебные разбирательства с компанией, которая не выплачивала зарплату участникам группы. 29 августа Block B объявила о переходе из Stardom в Seven Seasons.
Мини-альбом Very Good (2013) и H.E.R (2014) также были спродюсированы Зико.

### 2014-наше время: Сольная деятельность

#### 2014-2015: Начало сольной карьеры
7 ноября 2014 года сольно дебютировал с песней «Tough Cookie» с участием рэпера Дона Миллса. Сопровождающий видеоклип вызвал неоднозначную реакцию среди международных пользователей сети из-за флага Конфедерации в наряде Зико и использования уничижительного термина f****t, обычно применяемая для оскорбления гомосексуалов. 11 ноября агентство принесло извинения: "Если бы мы точно знали, что это слово имеет осуждающее значение по отношению к гомосексуалам, мы бы строго подвергли его цензуре". Сам Зико заявил, что не имеет абсолютно никаких предубеждений или негативных намерений против всего, что касается гомосексуальности, и уважает сексуальные меньшинства.
13 февраля 2015 года выпустил свой второй сингл «Well Done» с участием Ja Mezz. Песня заняла первые места во многих чартах и добилась статуса "achieved an all-kill". В этом же месяце он стал продюсером для второго эпизода Unpretty Rapstar.
В мае было объявлено, что Зико появится в Show Me the Money 4 в качестве судьи и продюсера вместе с Paloalto.
В октябре состоялся релиз сингла «Say Yes or No» с Penomeco и The Quiett, затем 3 ноября - песни «Boys and Girls» при участии Babylon, возглавившей Gaon Digital Chart за ноябрь 2015 года. В том же месяце Зико выпустил свой первый мини-альбом Gallery с заглавным треком «Eureka».

#### 2016-2018: Успех, мировой тур, уход из лейбла
25 января 2016 года Зико выпустил сингловый альбом Break Up 2 Make Up с двумя песнями: «I Am You, You Are Me», показавшая хорошие результаты в чартах, и «It Was Love» с участием Луны из f(x). 

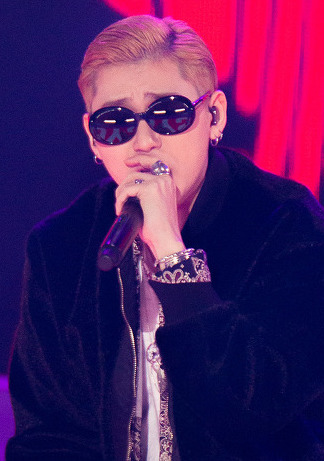
Зико на Melon Music Awards 2016

27 ноября состоялся выпуск сингла «Bermuda Triangle» вместе с Дином и Crush. Она была названа лучшей k-pop песней 2016 года по мнению Billboard:
"...За минимальными, зловещими битами, Зико звучит более уверенно, чем когда-либо... Bermuda Triangle гораздо более захватывающая, чем любая хитовая песня в этом году".
13 апреля 2017 года выходит цифровой сингл «She's a Baby», возглавивший основные чарты Кореи. В этом месяце также объявляется новость о том, что Зико и Дин станут музыкальными продюсерами в шоу от Mnet Show Me The Money 6.
12 июля выходит второй мини-альбом Television. Альбом содержит две заглавные песни «Artist» и «Anti». «Artist» возглавил несколько чартов в реальном времени.
В августе он работает вместе с Тэяном из Big Bang над песней «Tonight»
30 июня 2018 года был выпущен сингл «SoulMate» с участием IU, которая возглавив чарты, получила статус "Certified All-Kill".
11 и 12 августа Зико провёл первый сольный концерт в Сеуле, билеты на который были быстро распроданы. Затем был объявлен первый мировой тур: по Азии (Токио, Гонконг), Европе (Мадрид, Лондон, Берлин, Варшава, Амстердам и Москва) и Америке (Лос-Анджелес, Сан-Франциско, Чикаго, Нью-Йорк).
В сентябре Зико с Эйли приняли участие в межкорейском саммите в Пхеньяне, Северная Корея, в качестве культурных представителей от Южной Кореи.
23 ноября 2018 года Seven Seasons объявил, что Зико не продлил свой контракт с агентством. Но вскоре Зико и другие участники группы объяснили, что он всё равно остаётся частью Block B.

#### 2019-наст. время: основание агентства, прохождение армии
В январе 2019 Зико основал собственный лейбл KOZ Entertainment. В марте он был назначен послом Сеула по связям с общественностью.
В августе его крю Fanxy Child, в которую входят Дин, Crush, Penomeco, millic, Stay Tuned, провела два аншлаговых концерта в Сеуле, одновременно с выпуском сингла «Y».
30 сентября 2019 года выпустил мини-альбом Thinking Part.1 с заглавными песнями «Daredevil» (с Jvcki Wai и YUMDDA) и «Human», как первая половина полноформатного альбома под названием Thinking. Вторая половина Thinking Part.2 с заглавной песней «Being Left» с Dvwn была выпущена 8 ноября 2019 года.
13 января 2020 года Зико выпустил сингл «Any Song», которая мгновенно захватила корейские чарты, а 17 января получила статус «Perfect All-Kill». Популярность песни связывают с запущенным челленджем в TikTok, в котором приняло огромное количество корейских знаменитостей. «Any Song» также выиграла десять наград в музыкальных шоу и поставила несколько рекордов в корейских чартах. 9 июля песня получила платиновый сертификат от Gaon и стала самой прослушиваемой песней за первую половину 2020 года.
20 мая Зико был утвержден в качестве продюсера в шоу от CJ ENM и Big Hit Entertainment I-LAND для создания нового бой-бэнда ENHYPEN.
1 июля Зико вернулся с 3-м мини-альбомом Random Box, в заглавной песне «Summer Hate» участие принял Рейн. 30 июля Зико поступил на обязательную военную службу в качестве государственного служащего.
В ноябре HYBE Labels объявил о приобретении компании, основанной Зико, KOZ Entertainment. Свой первый Дэсан «Песня года» за «Any Song» он получил на Genie Music Awards 2020, на этой же премии он получил награду Лучший Рэп/Хип-хоп.
В мае Fendi назначил его своим послом в Корее.
27 июля был выпущен мини-альбом Grown Ass Kid c заглавной песней «Freak». В рамках промоушена нового альбома Зико впервые выступил в музыкальных программах "M!Countdown", "Music Bank" и "Inkigayo" в качестве сольного исполнителя с момента своего дебюта.
6 сентября вместе с Homies был выпущен сингл «New Thing» в рамках шоу "Street Man Fighter". Песня возглавила основные корейские чарты и стала вирусной в социальных сетях. В ноябре Зико стал новым амбассадором Tiffany & Co. Журнал GQ Korea назвал его одним из Мужчин года.
30 мая 2023 года под руководством компании Зико, дочерней компании Hybe Labels, дебютировал бой-бэнд BoyNextDoor.
В марте 2024 года Зико был объявлен новым ведущим шоу The Seasons после Ли Хёри. 26 апреля в честь 10-летия своего дебюта выпустил цифровой сингл «SPOT!» вместе с Дженни. Песня стала его первым попаданием в Billboard Global 200 на 24-й строчке и в мировом чарте, за исключением США, на 8-й строчке, а также стала его первым хитом в первой десятке. В Соединенных Штатах она дебютировала на первой строчке в мировом цифровом чарте продаж песен, став первым синглом Zico, занявшим первое место в американском чарте продаж.

## Личная жизнь
Зико - католик, он был крещён под именем Иоанн. Его старший брат, У Тэун, тоже айдол.
30 июля Зико поступил на обязательную военную службу в качестве государственного служащего. 29 апреля 2022 года Зико завершил обязательную военную службу.
Зико посетил похороны своей фанатки, умершей при крушении парома «Севоль», и посвятил ей песню на концерте Block B, где были приглашены родители девочки. Его первые работы «Tough Cookie» и «Well Done» длятся 4 минуты 16 секунд (отсылка к 16 апрелю - день трагедии парома «Севоль»).
В 2016 году Dispatch раскрыл отношения Зико с Сольхён из AOA, под давлением общественности пара рассталась в том же году.

## Влияние
С самого дебюта Зико был признан одним из лучших айдол-рэперов. Наряду с Бобби из IKON, Мино из WINNER и Ильхуном из BTOB Зико относят айдолам, которые разрушили стереотип об «айдол-рэперах» (чаще всего айдолам со слабыми вокальными данными давали позицию рэпера, но у них не было навыков рэпа, поэтому общественность и хип-хоп исполнители предвзято относились к айдолам-рэперам).
Зико стал единственным айдолом-судьей в Show Me The Money. Хотя вначале общественность прохладно приняла Зико в качестве судьи и продюсера в SMTM, он спродюсировал песни, показавшие хорошие результаты в чартах, а подопечные его команды занимали места в первой тройке. С 3 по 7 сезон он появлялся в шоу в качестве приглашенного артиста, а в качестве судьи и продюсера - в 4 и 6 сезоне.
Зико регулярно попадает в список лучших айдол-продюсеров. Он продюсирует не только собственные песни и группы Block B, но и для других артистов (PSY, Super Junior, AB6IX, Хваса из Mamamoo и др.).
В 2020 году Sports Chosun провел два опроса. В первом опросе приняло участие около 20 агентств и Зико занял 4 место среди лучших соло-исполнителей, 5 — среди продюсеров. Во втором опросе, в котором проголосовали 50 развлекательных компаний, Зико был признан лучшим мужским соло-артистом. Он также попал в четверку лучших продюсеров наряду с Бан Шихёком, Ли Суманом, Пак Джинёном и Пак Тедди из YG.

## Дискография
Студийные альбом
- Thinking (2019)

Мини-альбомы
- Gallery (2015)
- Television (2017)
- Random Box (2020)
- Grown Ass Kid (2022)

## Фильмография

### Развлекательные программы
| Год  | Название                     | Канал  | Примечания                |
| ---- | ---------------------------- | ------ | ------------------------- |
| 2012 | The Show                     | SBS    | Ведущий с P.O             |
| 2014 | Fashion King Korea           | SBS    | Участник с P.O            |
| 2015 | Show Me The Money 4          | Mnet   | Судья/Продюсер с Paloalto |
| 2016 | Celebrity Bromance           | MBigTV | с Чхве Тэджуном           |
| 2017 | Show Me The Money 6          | Mnet   | Судья/Продюсер с Dean     |
| 2018 | Wanna One Go Season 3: X-CON | Mnet   | Продюсер                  |
| 2019 | Produce x 101                | Mnet   | Продюсер                  |
| 2020 | I-LAND                       | Mnet   | Продюсер                  |

### Радио
| Год  | Название      | Радиостанция | Примечание |
| ---- | ------------- | ------------ | ---------- |
| 2019 | Thinking Bout | Naver NOW    | Ведущий    |

## Награды и номинации
В 2011 году Зико вошёл в историю HipHopPlaya Awards (корейская музыкальная премия, ориентированная на хип-хоп и R&B) как первый айдол, который был номинирован на эту премию («Featuring of the Year»). Через год на этой же премии Зико выиграл свою первую награду «Микстейп года».
В 2016 и 2017 годах на Mnet Asian Music Awards получил награду "Лучшего мужского артиста". За песню "I am You, You are Me" Зико выиграл два Бонсана (вторая по значимости корейская награда) на крупнейших музыкальных премиях Golden Disk Awards и Seoul Music Awards.
В 2020 году Зико получил свой первый Дэсан «Песня года» за песню «Any Song» на премии Genie Music Awards.